# Haynald-Observatorium

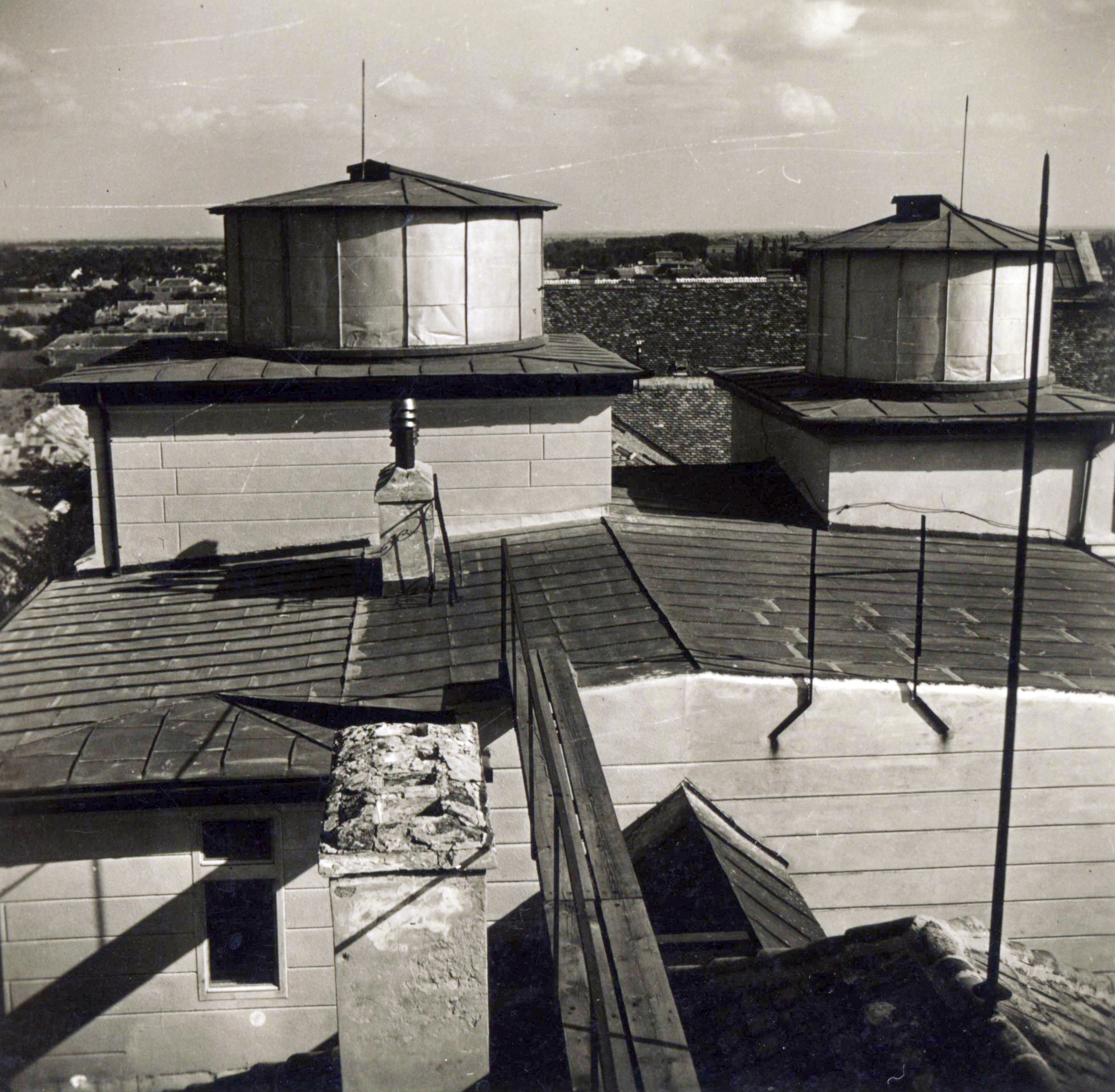
Die Kuppeln des Observatoriums, um 1930

Das Haynald-Observatorium (ungarisch Haynald Obszervatórium) war eine Sternwarte in der ungarischen Stadt Kalocsa, die von 1878 bis 1950 bestand und vor dem Ersten Weltkrieg eine der führenden Einrichtungen zur Sonnenbeobachtung war. Benannt war sie nach ihrem Gründer Lajos Haynald.

## Geschichte
Lajos Haynald, seit 1867 Erzbischof von Kalocsa, selbst als Botaniker tätig, war ein Förderer der Wissenschaften. Er interessierte sich auch für Astronomie und hatte sich einen Merz-Refraktor mit 6 cm Öffnung erworben. 1877 schenkte er diesen dem örtlichen Jesuitenkolleg für Unterrichtszwecke. Da es damals in Ungarn nur zwei Observatorien gab, überzeugte Minister Trefort, ein Freund Hanyalds, ihn, eine vollwertige wissenschaftliche Sternwarte einzurichten. So wurde auf dem Dach des Jesuitenkollegs ein Turm für das Observatorium errichtet, der 1879 fertiggestellt wurde. Am Entwurf und der Konstruktion war auch Miklós Konkoly-Thege beteiligt. Carl Braun wurde zum ersten Direktor bestellt. Er ließ einen Merz-Refraktor mit 18 cm Öffnung und ein Hilger-Spektroskop für die Untersuchung der Sonne anschaffen. Mit letzterem beobachtete er Sonnenflecken, Protuberanzen und Sonnenfackeln. Braun ließ sich 1884 aus gesundheitlichen Gründen von seinem Amt entbinden. Sein Nachfolger wurde Julius Fényi, der bereits von 1880 bis 1882 als Assistent an der Sternwarte beschäftigt war. 
Zur Feier seines fünfzigjährigen Priesterjubiläums richtete Haynald 1889 eine Stiftung ein, durch deren Erträge die Sternwarte langfristig finanziert werden sollte.
Fényi hatte Pläne zur Verlegung der Sternwarte aus der Stadt heraus, die aber nicht verwirklicht wurden.
1913 wurde Theodor Angehrn Direktor der Sternwarte. Er setzte Féynis Sonnenbeobachtungen noch eine Weile fort, legte den Schwerpunkt aber auf meteorologische Beobachtungen.
Durch den Ersten Weltkrieg und die Folgen hatte die Stiftung Haynalds den Großteil ihres Vermögens verloren, dennoch wurde das Observatorium mit reduzierten Mitteln weiter betrieben. 1946 kam Matyas Tibor an die Sternwarte und wurde 1948 zum Direktor ernannt. Er versuchte, die veralteten Instrumente durch ein neues Teleskop zu ersetzen, was ihm nicht mehr gelang. 1950 wurde das Observatorium von der kommunistischen Regierung geschlossen und das Jesuitenkolleg in eine staatliche Schule umgewandelt. Die Instrumente und die Bestände der Bibliothek wurden nach Budapest gebracht und auf verschiedene staatliche Einrichtungen verteilt.

## Ausstattung und Forschung
Die Ausstattung der Sternwarte bestand aus einem Merz-Browning-Refraktor mit 7 Zoll (18 cm) Durchmesser und 222 cm Brennweite und einer äquatorialen Montierung mit einem 6-Prismen-Protuberanzen-Spektroskop von A. Hilger aus London sowie einem 4,5-Zoll-Merz-Refraktor mit 155 cm Brennweite mit einem Zöllner-Photometer von W. J. Hauck für Beobachtungen der Photosphäre.
Aufgrund der Ausstattung lag der Schwerpunkt der astronomischen Forschung in der Sonnenbeobachtung. Julius Fenyi beobachtete von 1885 bis 1917 jeden Tag, an dem das Wetter es erlaubte, mit dem 7-Zoll-Refraktor Protuberanzen und die Photosphäre der Sonne und machte damit die Sternwarte zu einer weltweit führenden Einrichtung der Sonnenforschung dieser Zeit. Zunehmend spielten auch meteorologische Beobachtungen eine wichtige Rolle, die meteorologische Station erhielt ab 1904 staatliche Unterstützung.